# Dimetilamidofosfórico dicianeto
Dimetilamidofosfórico dicianeto é um composto formulado em C4H6N3OP. DAPCN é um Fósforo-nitrilo tóxico.